# Gisela Straehle

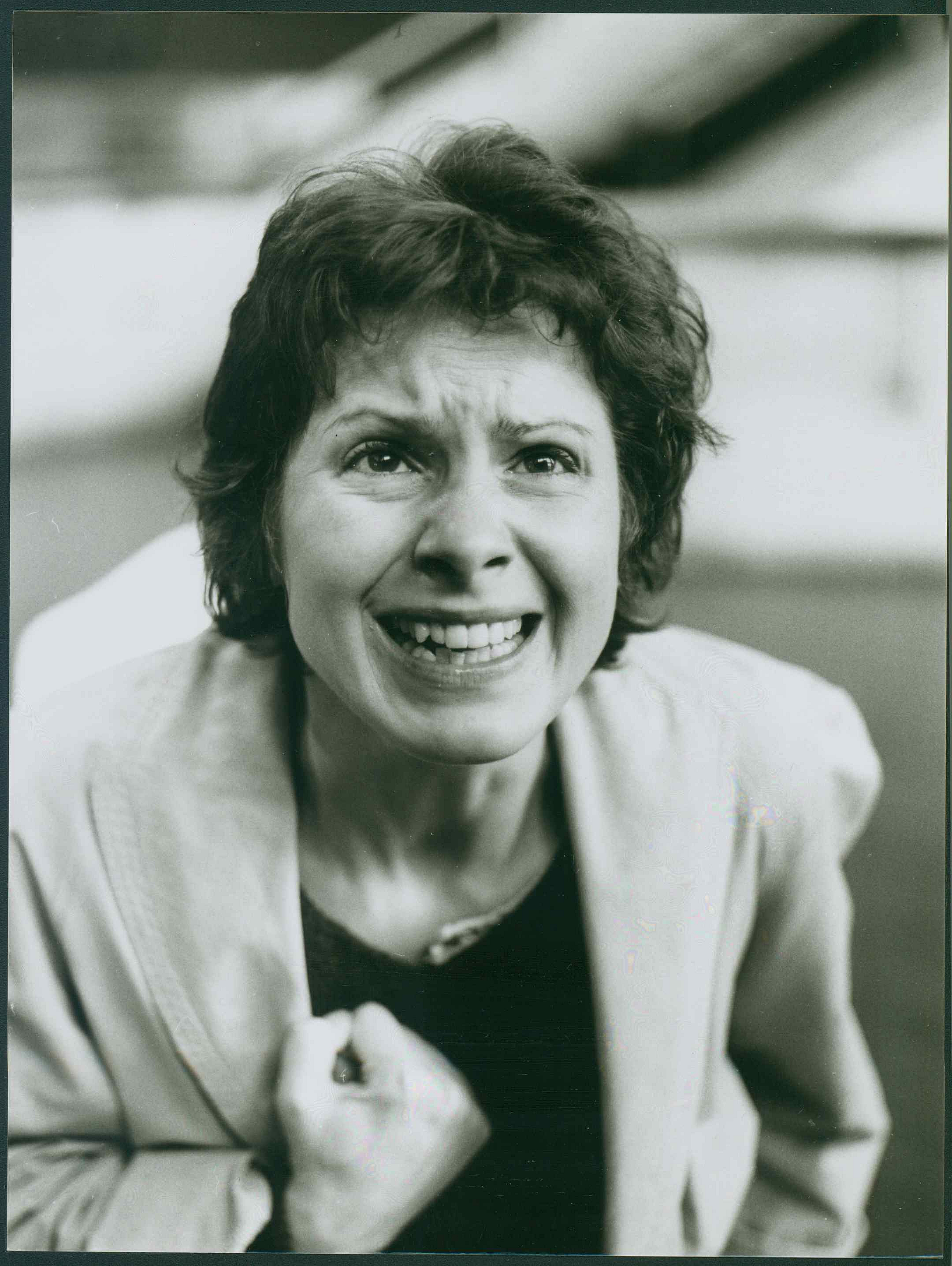
Gisela Straehle in Enthüllung vom Pier Maria Rosso di San Secondo am Badischen Staatstheater Karlsruhe (1989)

Gisela Straehle (* 1954 in Stuttgart) ist eine deutsche Schauspielerin und Hörspielsprecherin.

## Leben
Gisela Straehle absolvierte verschiedene Ausbildungen. Zunächst studierte sie von 1972 bis 1978 ryhthmisch-musikalische Erziehung an den Musikhochschulen in Stuttgart und Berlin. Anschließend wandte sie sich der Schauspielerei zu und besuchte von 1978 bis 1981 das Max Reinhardt Seminar in Wien. Ab 1996 folgte ein dreijähriges Studium als Sprecherzieherin an der Universität Koblenz-Landau.
Nach ihrer schauspielerischen Ausbildung hatte Straehle von 1981 bis 1989 ein Festengagement am Badischen Staatstheater Karlsruhe. Danach war sie freiberuflich tätig, ging auf Tourneen und spielte gastweise am Kammertheater Heidelberg und dem Kölner Comedia Theater. 1992 verpflichtete sich Straehle an das Sandkorntheater in Karlsruhe. Seit 1995 ist sie wieder freiberuflich tätig und übernahm Lehraufträge als Sprecherzieherin an verschiedenen Einrichtungen in Karlsruhe wie z. B. der Musikhochschule oder dem Institut für Technologie.
Für das Fernsehen arbeitet Gisela Straehle nur sporadisch, im Hörfunk hat sie in einer Reihe von Produktionen des Süddeutschen Rundfunks und des Südwestrundfunks mitgewirkt. Daneben tritt sie in Lesungen auf, bis zu dessen Tod 2016 tat sie dies hin und wieder mit ihrem Schauspielkollegen Klaus Spürkel.
Gisela Straehle lebt in Karlsruhe.

## Filmografie
- 1997: Tut mir leid wegen gestern
- 2005: Margarete Steiff
- 2006: Tatort – Nachtwanderer
- 2007: Tatort – Bienzle und sein schwerster Fall
- 2014: Tatort – Eine Frage des Gewissens
- 2015: Tatort – LU
- 2018: Schöne heile Welt
- 2020: Irgendwann ist auch mal gut
- 2020: SOKO Wismar – Ilse muss weg

## Hörspiele
- 1985: Das dunkle Zimmer – Regie: Andreas Weber-Schäfer
- 1986: Unternehmen Nero – Regie: Andreas Weber-Schäfer
- 1986: Die Letzten von Glumdalclitsch – Regie: Andreas Weber-Schäfer
- 1986: Letzte Liebe – Regie: Andreas Weber-Schäfer
- 1988: Hört mich einer – Regie: Andreas Weber-Schäfer
- 1990: Die Immortellen des Dr. Melvin – Regie: Andreas Weber-Schäfer
- 2000: Die Signora, ihr Palazzo und die Musik – Regie: Günter Maurer und Constanze Renner
- 2001: Verdammt heiß hier – Regie: Günter Maurer und Benno Schurr
- 2007: Himmelreich und Höllental – Regie: Günter Maurer
- 2008: Die Nacht der Raben (2 Teile) – Regie: Mark Ginzler